# ベーハ小屋

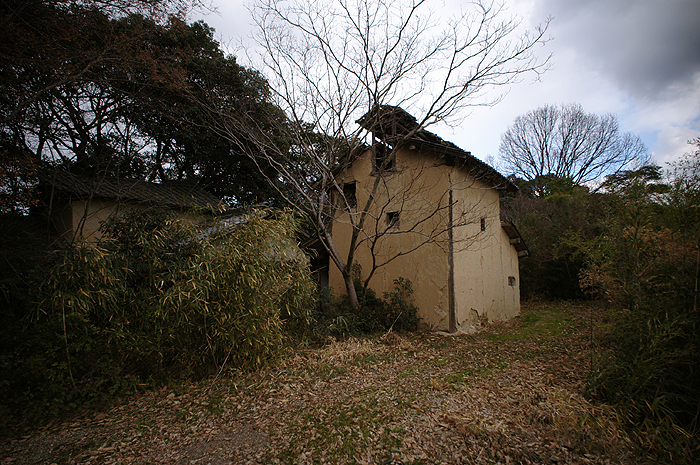
香川県高瀬町のベーハ小屋

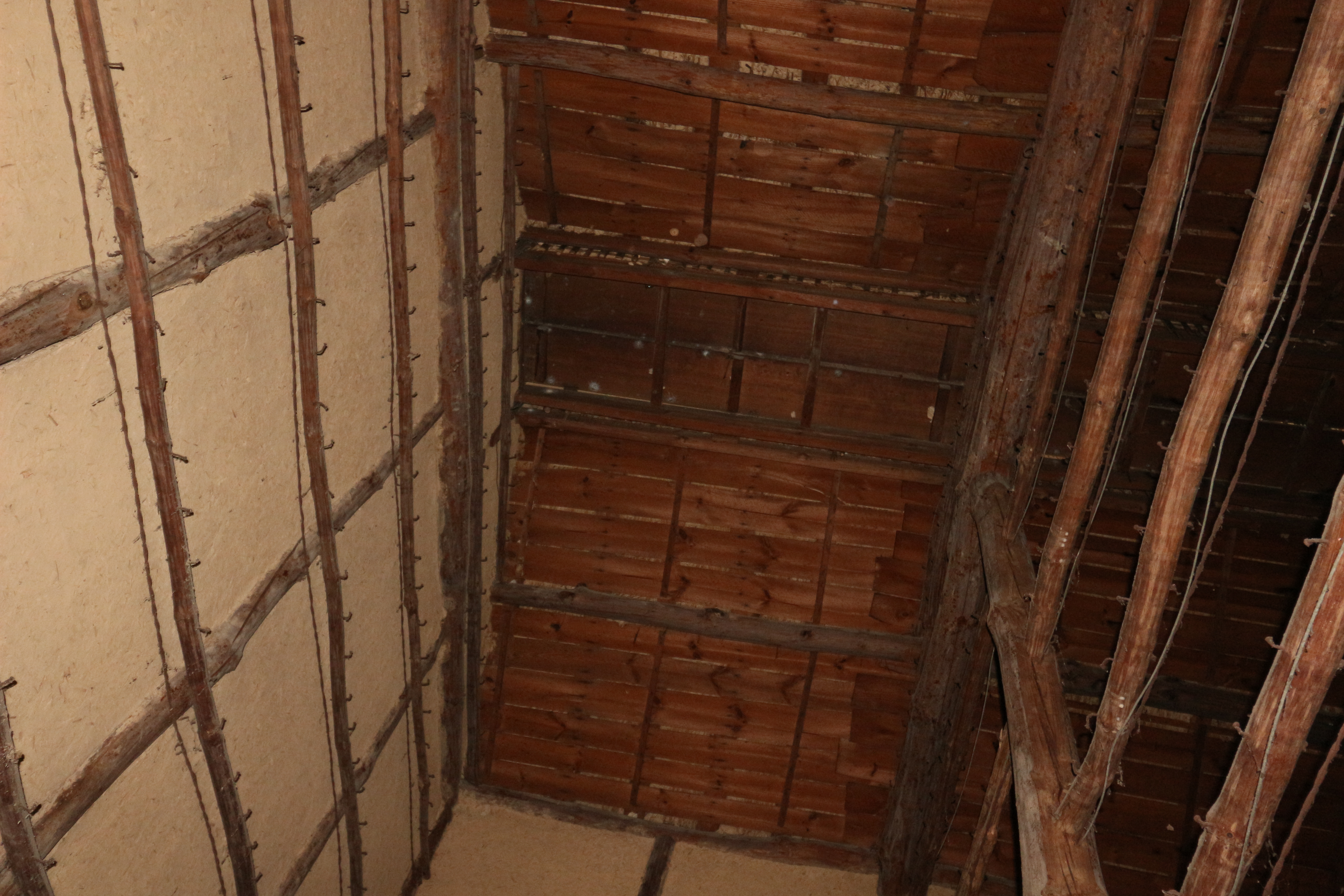
小屋の内部

ベーハ小屋（ベーハごや）は、煙草乾燥小屋のこと。アメリカ原産の黄色種と呼ばれる種類の葉煙草を乾燥させる小屋のため「米葉（米国の葉）小屋」から転じて「ベーハ小屋」と呼ばれる。第二次世界大戦前後に数多く建てられた。昭和50年（1975年）頃まで乾燥小屋として機能していたと思われるが、その後共同乾燥施設に移行。現在は乾燥小屋として使われているものはないが、小屋自体は納屋や廃屋として全国に今でも現存している。
「ベーハ小屋」という呼び名が世に出たのは、写真家 北田英治が「ベーハ小屋」という写真展を開催した2005年10月が最初だと思われる。そこでは益子・沖縄・台湾のベーハ小屋が紹介された。更に北田によると、2018年（平成30年）の時点で「ベーハ小屋」という呼び名は益子町でしか確認されていないと言う。

## 歴史・沿革
明治33年（1900年）、兵庫県明石郡岩岡村（現・神戸市西区）に日本で初めて黄色種の耕作が始まる。ベーハ小屋も黄色種とともに始まったと考えられる。その後、大正時代に入り喫煙の嗜好は口付たばこから両切りたばこへと急速に移行した。これを受けて昭和の初期から両切り原料である黄色種の新産地が中国、四国、九州地方に次々と開拓され、昭和14年（1939年）には、ついに黄色種の栽培面積が在来種のそれを上回った。黄色種の栽培拡大に伴いベーハ小屋も同時に全国へ広がりを見せる。
当初の黄色種乾燥法は米国方式によってなされたが、大正から昭和20年（1945年）の第二次世界大戦の終結頃までには、いわゆる大阪式、広島式などの4坪建を基準とした乾燥室、分流式および直流式の乾燥用器具、また乾燥方法としての蒸酵、黄変、固定および中骨乾燥各期の区分など、日本の気候風土に適した技術が次々と確立されてきた。ベーハ小屋のつくりもこの時期にほぼ確立したものと考えられる。第二次世界大戦後も昭和40年（1965年）頃までは戦前の技術が引き継がれてきた。昭和40年に循環バルク乾燥が実用化され、ベーハ小屋による従来の乾燥方法は徐々に姿を消していくことになる。昭和50年前後には、ほぼすべてが循環バルク乾燥の共同乾燥施設へと移行されていき、同時にベーハ小屋の歴史に幕を下ろすことになった。

## 分布
ベーハ小屋は黄色種栽培の北限である岩手県花巻市大迫町以南の本州、四国、九州の各地に分布していた。2011年現在でも各地に産業遺構として散在していると考えられる。ベーハ小屋研究会（2008年発足）では各地の現存するベーハ小屋を写真に収める活動を行っているが、報告によると現存数は圧倒的に香川県が多いと考えられている。昭和34年当時、ベーハ小屋が全国で最も多かった県は茨城県で約13,000棟、次いで香川県の約12,000棟、第3位はグッと数が減って岡山県だったようだ。当時の棟数が全国第2位だったことや茨城県のように都心周辺部での開発が進んでいないことがその根拠としてある。また県土面積が香川県は茨城県の1/3以下であることを考えると、その密集度は当時から群を抜いていた。「ベーハ王国讃岐」と呼ばれる所以である。ベーハ小屋研究会では讃岐平野にすでに300棟以上のベーハ小屋を確認している。ちなみに香川ではベーハ小屋のことを「カンソバ」と呼ぶことが多かった。

## 形式・構造
小屋は一般に木造で、形状は二間 x 二間（約4m x 4m）の平面を基本とし切妻屋根の頂部に「越屋根」と呼ばれる換気用の小屋根がのる。壁は竹小舞土壁の大壁で仕上げられ薪を焚く焚き口と地窓（吸気口）、温度管理用の小さな小窓が付く。乾燥方法としてはかまどで薪を焚き、床に張り巡らされた鉄管の中に熱を送り、その輻射熱で室内の温度をコントロールするというもの。煙草葉を吊す荒縄を一間スパンで6段吊す。荒縄を掛ける吊り木の間隔は50cm前後。そうした乾燥の機能上、平屋建だが軒高4m以上の内部空間が必要となり独特のプロポーションが生まれた。屋根材は、栃木県益子あたりではトタン葺きが多く、香川県では日本瓦が多いなど、また土壁の色の違いなどに地域性が見られる。

## ベーハ小屋画像

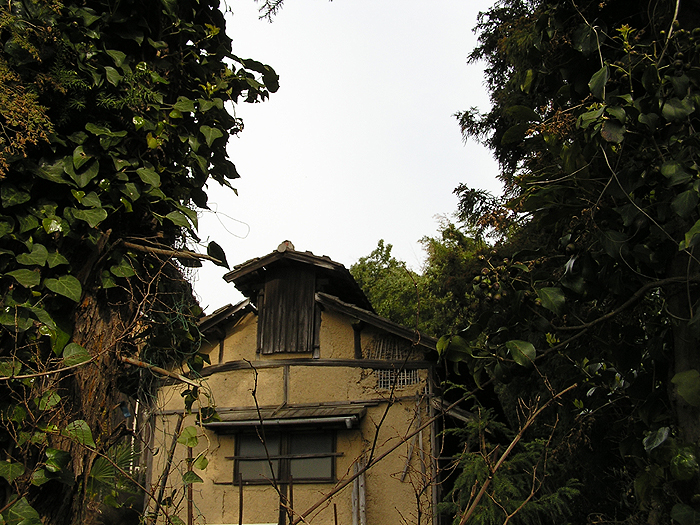
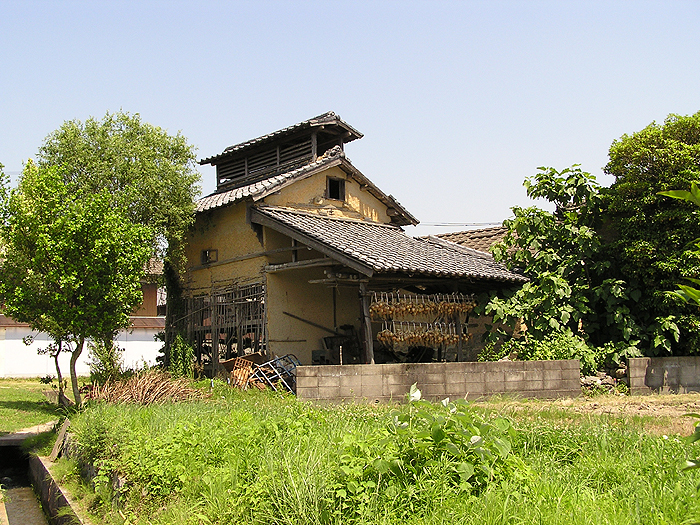
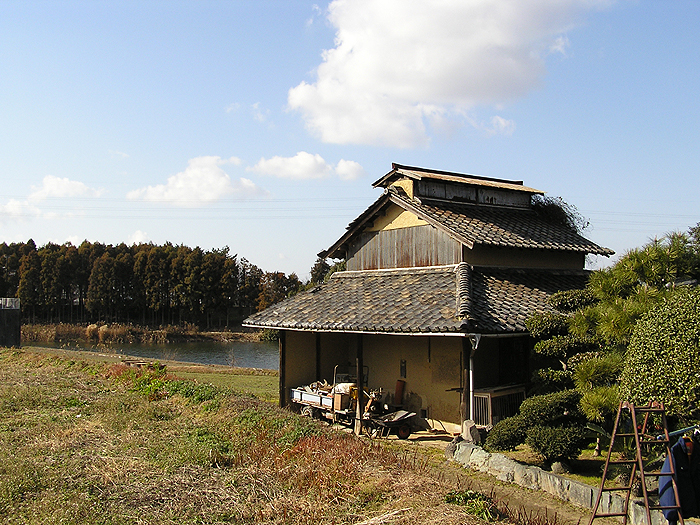
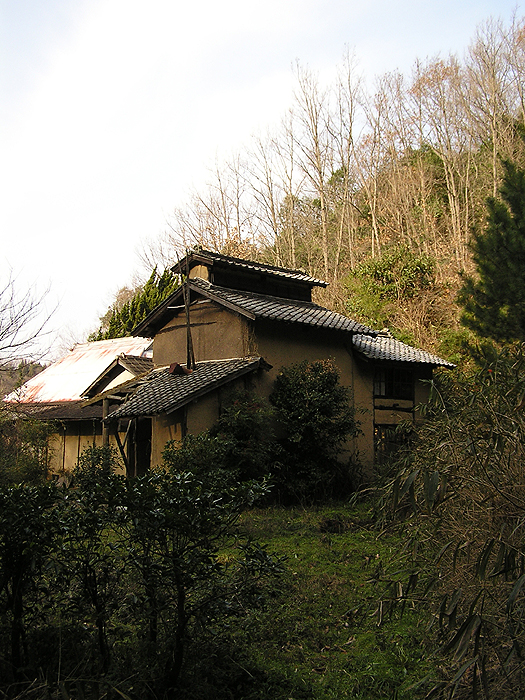
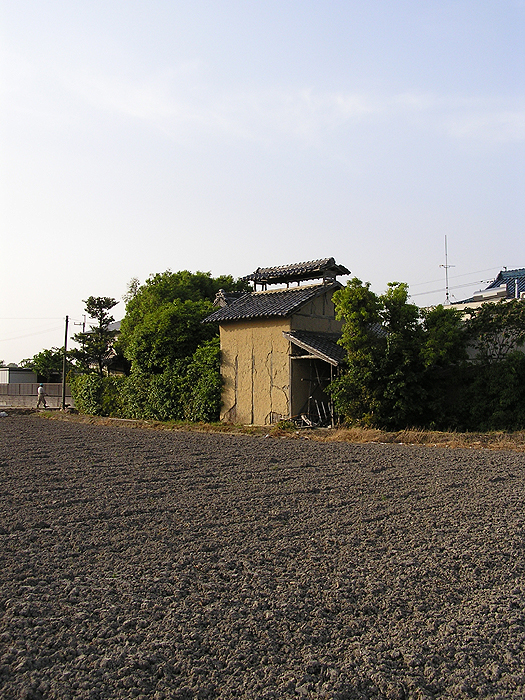

## 夫婦窯（めおとがま）
ベーハ小屋が二つ並んで建っているものを「夫婦窯」と呼ぶ。

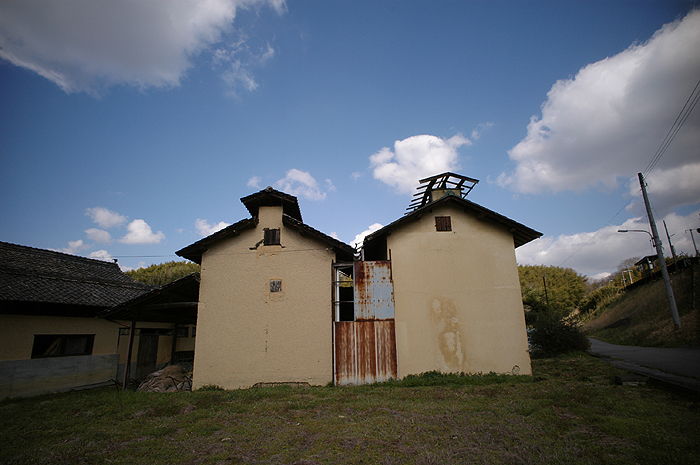
並列にならんだ夫婦窯
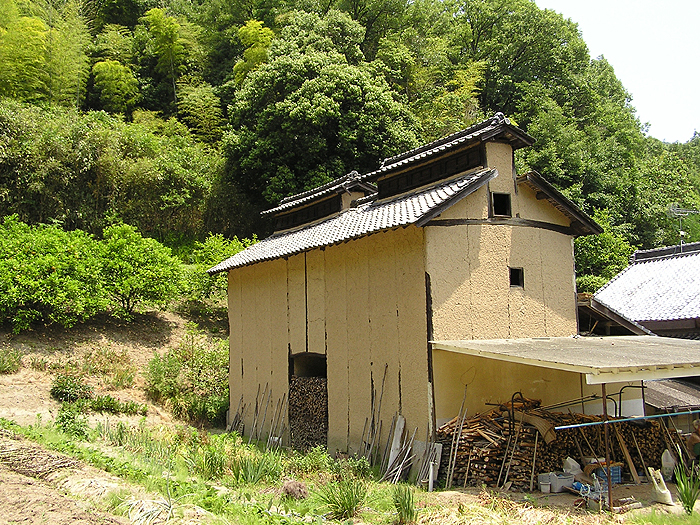
直列にならんだ夫婦窯
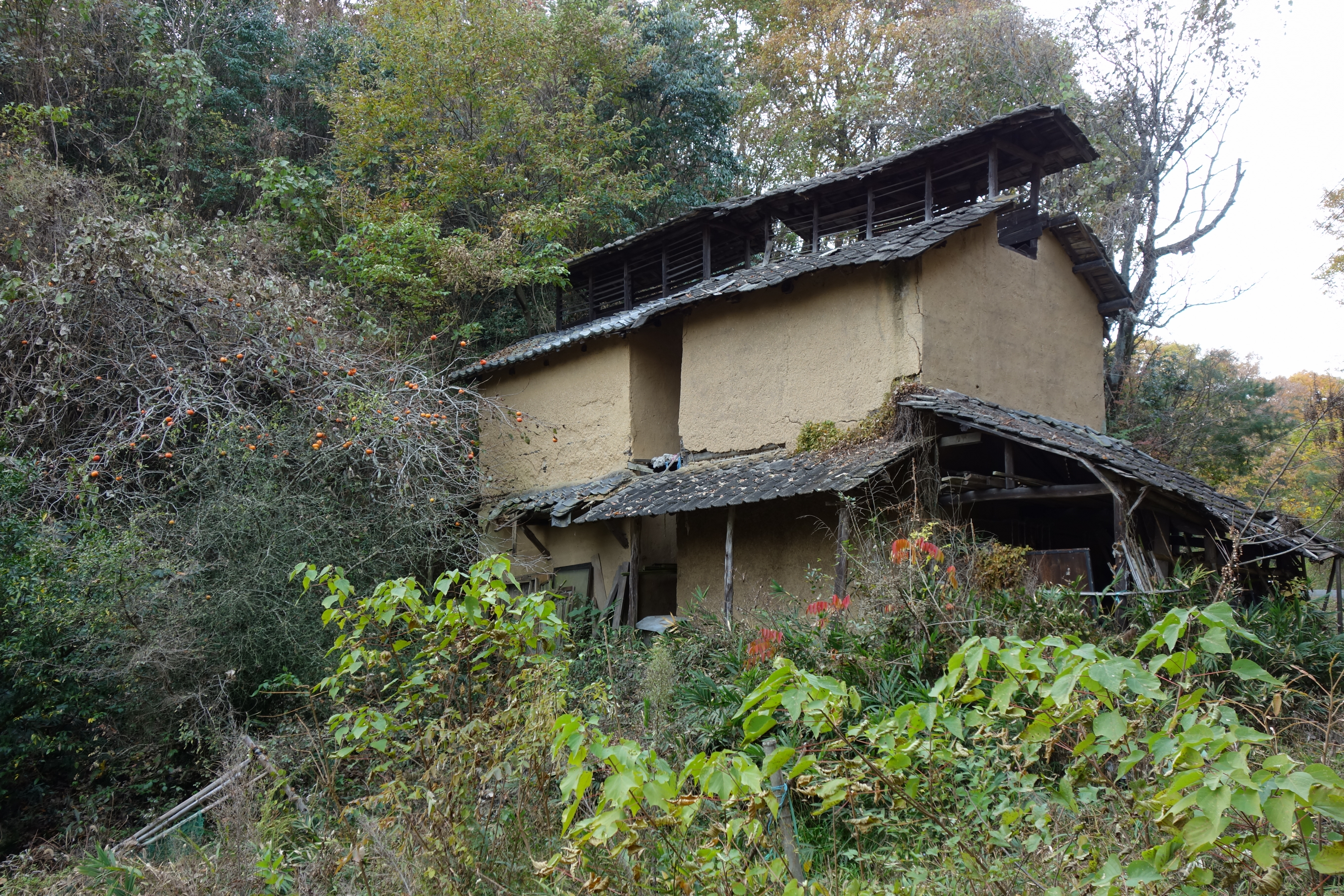